# 视觉中国
视觉（中国）文化发展股份有限公司（深交所：000681，简称：视觉中国，简称VCG）是中国的一家在线视觉影像内容和服务提供商；其全资子公司汉华易美（天津）图像技术有限公司负责在线视觉影像网站“汉华易美”（CFP）和“视觉中国”的运营。其在中国的竞争对手主要包括OSports、东方IC，也曾因为版权问题多次与两家公司对簿公堂。

## 简介
视觉中国的前身Photocome（意为“图片来了”）成立于2000年，由柴继军、李学凌、陈智华创建，其两名主要创始人柴继军、李学凌曾为《中国青年报》记者，然而李学凌较早离开了视觉中国早期团队、创办欢聚时代（YY）公司。该网站于2000年5月1日正式运营，主要经营图片版权代理销售。新浪成为该网站的第一位买家。2006年，视觉中国获得一笔战略投资，并收购了雷海波创立的名为视觉中国的设计师社区；2014年，视觉中国借壳位于江苏宜兴的远东实业股份有限公司，成功在深圳证券交易所A股上市。据视觉中国官网介绍，视觉中国通过互联网版权交易平台，提供并每日更新超过2亿张摄影图片、设计素材及超过1000万条视频素材和35万首音乐素材，并且与腾讯、百度、阿里巴巴、华为、国家旅游局、2022北京冬奥会组委会等在内容生态建设、人工智能、大数据等领域建立了战略合作伙伴关系。同时，视觉中国与Getty Images、BBC、ITN等国外机构达成了版权合作协议。
视觉中国是中国大陆最大的视觉素材版权交易平台，占有40%以上市场份额。有分析称，公司拥有内容壁垒和技术壁垒两大优势。其图片库在商业类、媒体类在中国大陆分别占有高达50%、30%的市场份额，此外公司还拥有独家、海量、稀缺的海外视觉素材资源。从视觉中国的主营构成来看，视觉素材与增值服务为公司营收做出主要贡献：2017年贡献5.84亿元（人民币，下同），占总营收的70%以上。截至2019年4月11日收盘，视觉中国的市值高达196亿元。2019年5月11日，视觉中国自4月11日主动暂停运营后进行整改，经用户测试，已达到整改预期目标，将于5月12日零点恢复运营。
2019年12月，视觉中国再因违规从事、违规与境外企业开展“互联网新闻信息服务”被网信办勒令整改，整改期间网站暂停服务。

## 事件

### “明星照妖镜”
由于视觉中国拥有海量图片资源，其中包括众多明星未经处理的素颜照片，明星面部的瑕疵通常一览无余。因此经常有网友将明星自拍照或宣传照与视觉中国无修图片进行对比，以检验明星“颜值”，视觉中国也有了“明星照妖镜”之称。

### 版权争议
长期以来，视觉中国被一些中国媒体和网民视为垄断图片资源、以保护版权为名行敲诈勒索之实的“版权流氓”，2019年4月11日的“黑洞图片”事件使得这一不满情绪彻底爆发。据统计，2013年以来，视觉中国及其子公司共涉诉讼1000多起。
此外，2017年时，视觉中国开发了一套“鹰眼”维权系统，能够追踪到该公司所拥有图片在网络上的使用情况。据该公司所称，这套系统能锁定潜在用户、满足客户需求、实现精准营销、降低获客成本。但媒体和电商等行业认为，视觉中国常把能得到的图片都标注为“版权所有”，甚至将不属于自身的照片和公有领域照片宣称为自有照片，或向真正的版权所有者发律师函，引发广泛争议。
对上述种种行为，有自媒体刊文质疑视觉中国长期刻意混淆版权细节，来“搞定”不明就里的自媒体，借此牟利，并表示“天下自媒体苦视觉中国久矣”。也有媒体人借用“韩国起源论”迷因讽刺地称“宇宙都是视觉中国的”。《人民日报》微博账号以“不敢配图”的微博配图表达对视觉中国的讽刺和抗议，引发进一步关注。中央电视台综合频道及央视网2019年4月13日刊发一则1分钟短评，题为“严惩视觉中国 切掉知识产权市场的毒瘤”。

#### 黑洞照片版权事件

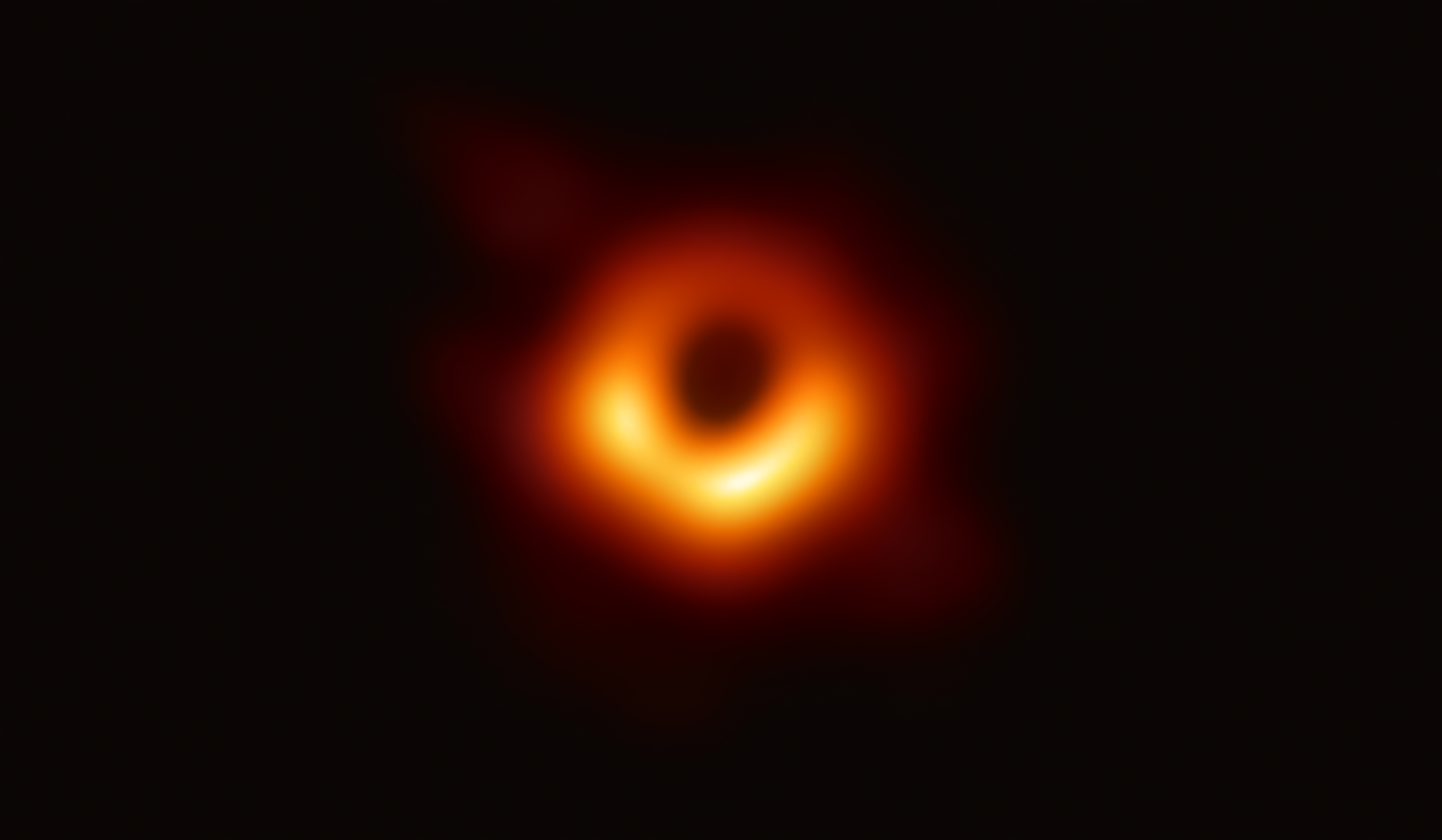
视觉中国一度宣称拥有版权的室女A星系黑洞照片。

2019年4月10日，事件视界望远镜团队宣布首次成功观测到在室女A星系中央的超大质量黑洞，并发布了黑洞的照片。然而次日，黑洞照片就被视觉中国上传到公司官网，打上自家水印，并称“此图为编辑图片，如用于商业用途，请致电或咨询客户代表”，意即视觉中国拥有该图片版权；视觉中国的客服人员更开价800-3000元，销售图片商业使用权。
面对质疑，视觉中国创始人之一柴继军回应称：“任何一张照片都有版权，取决于版权人希望这张照片如何使用。就黑洞这张照片，版权归属于欧洲南方天文台，这张照片在视觉中国网站上图片说明中已经表述明确：此图由欧洲南方天文台提供，仅限于编辑类用途，使用请署名欧洲南方天文台；不得用于商业用途。”视觉中国在4月11日下午将黑洞照片的注释修改为“仅限于编辑类用途，使用请署名欧洲南方天文台，不得用于商业用途”，随后通过微博道歉。
然而事实上，黑洞图片的版权属于事件视界望远镜团队，且该团队以及发布平台均明确声明该图片可在标注具体来源的情况下免费使用，并未限制是否用于商业用途；刊登该图片的欧洲南方天文台官方网站更表示网站上的图片除特殊标注外，均遵循CC BY 4.0方式共享。欧洲南方天文台在接受《每日经济新闻》独家采访时，称视觉中国从未与欧洲南方天文台联系，也否认了“黑洞照片版权转让给视觉中国用于牟利”的说法，并表示视觉中国这一行为“不合法”。
至4月11日晚间，受版权事件影响，视觉中国网站（www.vcg.com）已无法打开。11日深夜，天津市网信办因视觉中国网站上存在“敏感有害信息标注”，约谈了“视觉中国”网站负责人；随后视觉中国通过微信公众号再次道歉，承认审核不严，表示将暂时关闭网站，全面进行整改。
4月12日，视觉中国通过深圳证券交易所公告了“视觉中国”网站被关停的消息；当日，视觉中国的股票开盘即以10%的跌幅触发停板，封单达到45万手，市值蒸发20亿元；截至4月16日，视觉中国的股票已经连续三个交易日跌停板，报价20.41元。同日中国国家版权局就黑洞图片事件发布公告。公告称：“各图片公司要健全版权管理机制，规范版权运营，合法合理维权，不得滥用权利。国家版权局将把图片版权保护纳入即将开展的‘剑网2019’专项行动，进一步规范图片市场版权秩序。”
4月18日，天津市网信办决定给予视觉中国子公司汉华易美天津罚款30万元人民币的行政处罚。随后视觉中国再次发表致歉声明，表示接受处罚并将严格遵守相关规定。
5月11日，视觉中国宣布，经过已经达到预期目标的整改，视觉中国网站于5月12日零点开始恢复网站运营。该声明指出，视觉中国加强内容审核及完善优化《版权信息标注规范》，同时新增举报入口。

#### 将公有领域图片及注册商标版权据为己有
曾经有新媒体使用公有领域的图片，但遭视觉中国起诉，宣称使用者侵犯了视觉中国的版权。最后，该新媒体被迫赔偿给视觉中国10倍于售价的金额。
在上述的“黑洞照片”事件被爆出之后，视觉中国更被指将中华人民共和国国旗国徽、大韩民国国旗、毛泽东在中华苏维埃第一次全国代表大会上的照片以及百度、凤凰卫视、Lenovo等多家知名企业的注册商标等素材当作自家版权图片，并且将上述素材明码标价进行出售。对此，视觉中国表示国旗国徽等为“用户自行上传”，其后删除了此类图片，并就此致歉。

#### 行业影响
视觉中国爆出版权纠纷之后，被天津网信办连夜勒令整改，此举亦波及至全行业。截止至12日，除了视觉中国官网无法访问之外，在新三板挂牌的全景网络旗下的图像交易平台“全景”亦然，画面显示全景网站对站内所有图片及供稿人社区进行全面审核；另一家主要影像平台东方IC也一度无法打开，之后恢复正常（后据东方IC解释，网页无法打开是因为把老网站资料转移到新网站）。

#### 摄影师作品被投诉侵权
2023年8月15日，星空摄影师戴建峰（微博“Jeff的星空之旅”）发文称，其本人微信公众号“侵权使用”视觉中国持有版权的173张照片，要求赔偿8万多元人民币，但实际上“侵权照片”是戴建峰自己拍摄的作品。视觉中国随后回应提供了两个解决方式，一种是双方合作，另一种是双方和解。同日晚，视觉中国表示，会继续与摄影师保持沟通，妥善处理相关误解。声明说，经初步核实，涉事图片系该摄影师授权图片库Stocktrek Images进行销售，Stocktrek Images又将相关图片授权给Getty Images销售，而视觉中国作为Getty Images在中国大陆地区的独家合作伙伴，拥有对包括涉事相关图片在内的完整的销售权利，涉事图片的销售授权链条清晰完整。8月16日，戴建峰通过微博发文称，不接受视觉中国的观点，并经Stocktrek Images核实视觉中国无权销售其作品，Getty Images亦无权转授，要求立即停止侵权行为。同日视觉中国A股股价低开低走，截至收盘股价下跌4.86%，市值蒸发近6亿元。8月17日中午，视觉中国相关负责人出具该公司与Getty Images之间的协议内容，力证其合法拥有戴建峰摄影作品在中国大陆的销售权，强调“盗图”一说不存在。8月18日，戴建峰在微博表示收到一封恐吓性质的私信，内容是若不给视觉中国道歉，“将杀死全家”。随后戴建峰报警处理此事，视觉中国也发文回应支持其报警。中国探险协会表示，支持会员、签约摄影师戴建峰依法向视觉中国维权。